# Cyathea pseudobellisquamata
Cyathea pseudobellisquamata är en ormbunkeart som beskrevs av Janssen och Rakotondr. Cyathea pseudobellisquamata ingår i släktet Cyathea och familjen Cyatheaceae. Inga underarter finns listade.